# Wiesław Śniecikowski
Wiesław Grzegorz Śniecikowski (ur. 14 stycznia 1957 w Pasłęku) – polski prawnik i samorządowiec, autor książek i publikacji o tematyce samorządowej, doktor nauk prawnych, w latach 2002–2024 burmistrz Pasłęka.

## Życiorys
Syn Danuty i Mariana. Ukończył studia na Wydziale Prawa i Administracji Uniwersytetu Gdańskiego z zakresu prawa handlowego; na tej samej uczelni ukończył także zarządzanie finansami przedsiębiorstwa na Wydziale Ekonomicznym. W 2001 roku obronił stopień doktora nauk prawnych. Współpracuje z elbląską Akademią Medycznych i Społecznych Nauk Stosowanych.
Wraz z Józefem Włodarskim opublikował pracę pod tytułem Tajemnice zamku w Pasłęku. Fakty i mity (ISBN 9788375280340), wydaną w 2009 roku przez wydawnictwo Marpress.

### Działalność polityczna
W 1979 roku rozpoczął pracę w Urzędzie Miasta i Gminy Pasłęk. W latach 1990–2002 pełnił funkcję wiceburmistrza, a w listopadzie 2002 roku objął funkcję burmistrza Pasłęka. Dołączył także do Komitetu Wyborczego Pasłęczanie oraz do Platformy Obywatelskiej.
W maju 2023 roku ogłosił, że nie będzie ubiegać się o reelekcję na stanowisko burmistrza Pasłęka w ramach wyborów samorządowych z 2024 roku. W październiku 2023 wziął udział w wyborach parlamentarnych, kandydując do Sejmu w okręgu nr 34 z listy Koalicji Obywatelskiej; ostatecznie uzyskał 1136 głosów i 0,38% poparcia, nie uzyskując mandatu posła. W tym samym roku wygrał także plebiscyt na Najpopularniejszego Samorządowca Warmii i Mazur w kategorii burmistrz i prezydent.